# MHV '81
MHV '81 (voluit: Millse Handbalvereniging '81) is een handbalvereniging uit het Noord-Brabantse Mill. 

## Geschiedenis
Op 7 juli 1981 kwamen 7 leden van een voorbereidings-commissie en 21 belangstellenden bijeen om te spreken over de oprichting van een handbalvereniging. Vanuit de toenmalige KPJ kwamen steeds meer signalen dat handballers hun heil gingen zoeken bij verenigingen in de regio. Bovendien was er de mogelijkheid om te sporten in de nieuwe sporthal. Daardoor groeide de gedachte dat een handbalvereniging in Mill een haalbare zaak zou zijn. In september volgde de oprichtingsvergadering. Uit een keuze van 4 namen koos de vergadering voor de naam MHV '81. De letters MHV staan voor Millse Handbalvereniging en 1 september 1981 was de oprichtingsdatum.
In 2005 wist het eerste herenteam van MHV '81 te promoveren naar de hoofdklasse. In het eerste seizoen in de hoofdklasse weet het team meteen eerste te worden en promotie naar de eerste divisie te afdwingen. In het seizoen 2006/2007 weet het team in de nacompetitie te belanden door (vervangende) periodekampioen te worden. In de nacompetitie eindigt het team eerste in deze competitie, echter worden de promotie-/degradatiewedstrijden verloren tegen Nieuwegein. Het de twee seizoen hierna werd er ook de nacompetitie gehaald, echter werd de nacompetitie gewonnen door respectievelijk Hurry-Up en Loreal waardoor er in deze periode geen promotie-/degradatiewedstrijden werden gespeeld door MHV '81. In 2011 degradeert MHV '81 naar de hoofdklasse door als laatste te eindigen in de reguliere competitie. Echter weet de herenploeg zich in 2013 weer te melden in de eerste divisie door als eerste in de tweede divisie te eindigen. In het seizoen 2014/2015 weet MHV '81 wederom de promotie-/degradatiewedstrijden te spelen, echter trok het zich terug en speelde niet meer mee om een mogelijk promotie naar de eredivisie. Op 16 maart 2015 viel het doek voor het herenteam van MHV '81, de reden hiervan was dat men in het opvolgende seizoen geen waardig team meer op de been kon krijgen om te spelen in de eerste divisie of eredivisie. Sindsdien heeft het herenteam niet meer het landelijke niveau bereikt.

## Resultaten
Heren (2000 - 2015)
- 2000 1e
Derde divisie D
- 2001 8e
Tweede divisie B
- 2002 6e
Tweede divisie B
- 2003 6e
Regioklasse B
- 2004 1e
Regioklasse B
- 2005 1e
Hoofdklasse B
- 2006 7e
Eerste divisie
- 2007 2e
Eerste divisie
- 2008 3e
Eerste divisie
- 2009 6e
Eerste divisie
- 2010 9e
Eerste divisie
- 2011 14e
Eerste divisie
- 2012 3e
Hoofdklasse B
- 2013 1e
Tweede divisie B
- 2014 3e
Eerste divisie
- 2015 4e
Eerste divisie

- Eerste divisie
- Tweede divisie
- Hoofdklasse